# الشهارين
الشهارين هي أحد قرى المملكة العربية السعودية تقع في محافظة الأحساء فيما يسمى بالقرى الشرقية وتقع بالقرب من قريتَي المنصورة والجبيل.

## السكان
ويسكن فيها ما يقارب 5000 شخص وتقدر مساحتها بـ 10 كم².